# Ribeira das Marianas
A ribeira das Marianas é um curso de água com a sua nascente na zona do Bairro da Tabaqueira, em Sintra, junto ao limite sul deste concelho. À passagem pelo Aeródromo de Tires, o seu leito passa a ser canalizado, e a partir daí completamente artificializado até à sua foz, no limite nascente da Praia de Carcavelos. Devido a isto, possui uma ausência quase completa de vegetação ripária. Segundo a metodologia do Instituto da Água, a ribeira encontra-se «Extremamente Poluída» devido às descargas de águas pluviais de origem urbana e às descargas clandestinas de águas residuais domésticas. A partir da Rebelva, marcava o limite entre as antigas freguesias de Carcavelos e Parede.